# Клещинець
Клещинець (пол. Kleszczyniec) — село в Польщі, у гміні Чарна Домбрувка Битівського повіту Поморського воєводства.
Населення — 262 особи (2011).
У 1975-1998 роках село належало до Слупського воєводства.

## Демографія
Демографічна структура станом на 31 березня 2011 року:
|          | Загалом | Допрацездатний вік | Працездатний вік | Постпрацездатний вік |
| -------- | ------- | ------------------ | ---------------- | -------------------- |
| Чоловіки | 123     | 21                 | 88               | 14                   |
| Жінки    | 139     | 45                 | 68               | 26                   |
| Разом    | 262     | 66                 | 156              | 40                   |